# TOKYO NODE
TOKYO NODE（東京ノード）は、東京都港区虎ノ門にあるギャラリー・イベントホール・レストラン・ラボ機能（ボリュメトリックスタジオを含む）・屋上ガーデンを備えた複合施設。総合ディベロッパーの森ビルが開発した虎ノ門ヒルズステーションタワーの高層階に位置する。総面積は10,000㎡。企画運営はTOKYO NODE運営室（森ビル）。開業日は2023年10月6日。

## 概要
TOKYO NODEは、特定の領域やジャンルに縛られず、様々な文化体験やイベント、カンファレンス等を開催できる 新たな情報発信拠点である。施設は、イベントホール、ギャラリー、レストラン、屋上ガーデン、プールなどの多様な機能で構成される。
施設名の「NODE」は‘結節点’を意味する。世界と日本をつなぎ、人と人をつなぎ、領域を超えて、ビジネス、アート、テクノロジー、エンターテインメント等、あらゆる要素をつなぎ、グローバルビジネスセンターの要になることを目指す。
45階「TOKYO NODE GALLERY」
- 「GALLERY A」.... ドーム型ホール。最高天高約15m、240㎡
- 「GALLERY B」.... 天高5.5m、1,020㎡
- 「GALLERY C」.... 天高12m、220㎡ [2]
- オールデイダイニング「TOKYO NODE DINING」

46階 メインホール「TOKYO NODE HALL」
- 「HALL」....最高天高11.6m、座席数338席、

460m²の防音構造のホール。
皇居を臨む東京の眺望を背景とした会場。
ライブパフォーマンスやカンファレンスの開催が可能。
49階 屋上
- レストラン「apothéose」
- レストラン「KEI COLLECTION PARIS」....

パリでアジア人初となるミシュランフレンチ3つ星を獲得した小林圭監修のグリルレストラン
- 「SKY GARDEN & POOL」[3].... レストラン利用者と対象イベントの参加者のみが入場できる。

8階「エントランスロビー」
- クリエーターとの共創の場「TOKYO NODE LAB」[1]
- カフェ＆バー「TOKYO NODE CAFE」

上記施設を連結させることで回遊型の会場として一体的な利用も可能になる。

## 開催催事
- 2023年10月6日～11月12日 · TOKYO NODE GALLERY A/B/C

Rhizomatiksによるこけら落とし公演“Syn:身体感覚の新たな地平”を38日間限定で開催。